# 8540 Ардеберг
8540 Ардеберг (1993 FK80, 1979 SG14, 1990 QS10, 8540 Ardeberg) — астероїд головного поясу.
Тіссеранів параметр щодо Юпітера — 3,175.